# ゲルツ

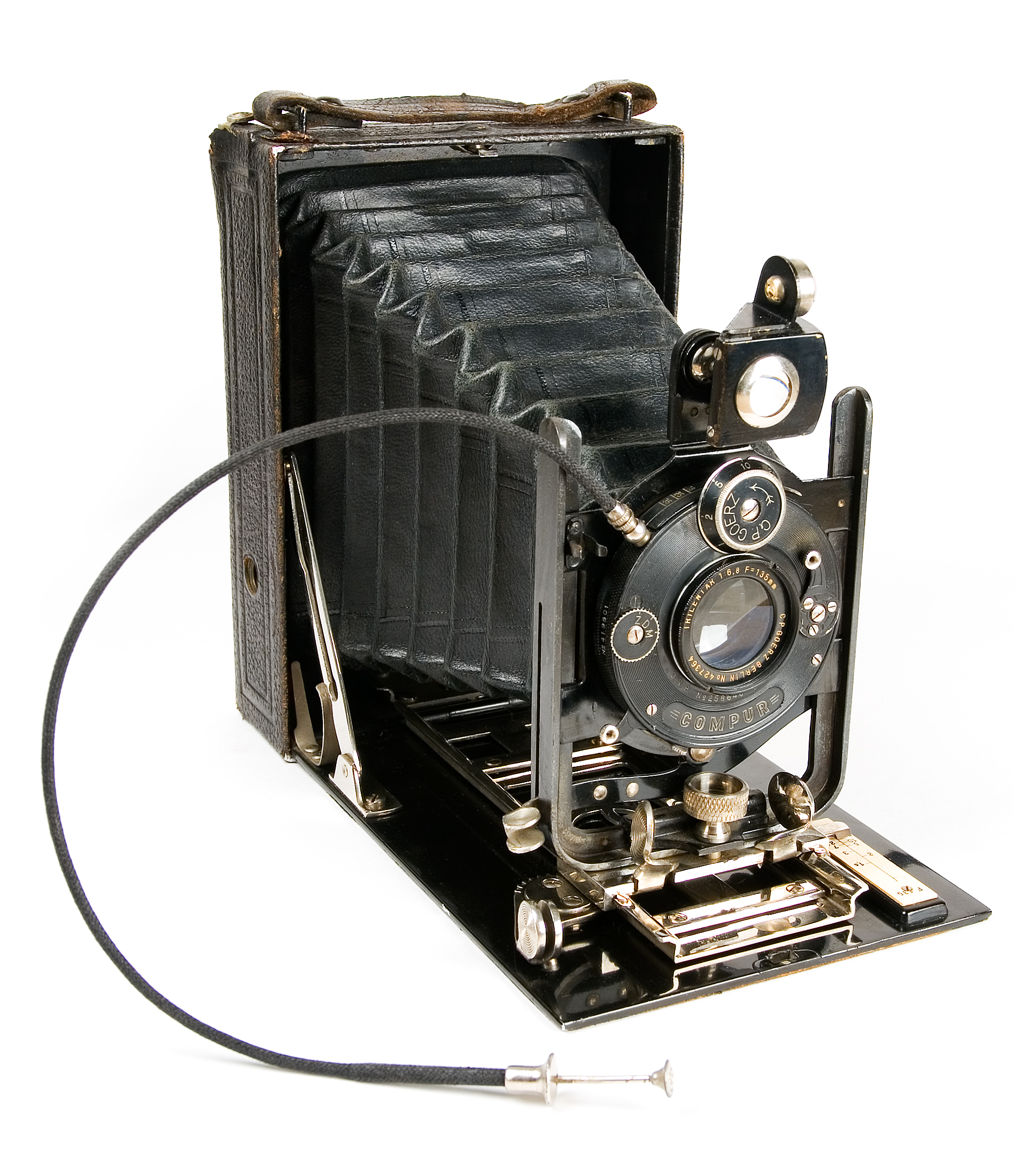
9×12cm判タロー・テナックス

ゲルツ（C. P. Görz ）は、ドイツにかつて存在したカメラ及びレンズのメーカーである。古くは「ゴルツ」と日本語表記されていたが、これは誤りである。

## 概要
- 1854年7月21日 - 創業者カール・パウル・ゲルツ（Carl Paul Görz 、1854年7月21日-1923年1月14日）が産まれた。エミール・ブッシュの見習いとなる。
- 1886年 - ベルリンに設立。元々は数学用学校教材を製造していた。
- 1887年 - 写真業界に参入。
- 1888年 - F. A. Hintzeの工房を買収しカメラメーカーとなる。第一次世界大戦中はドイツ、オーストリアの軍用品を製造していた。
- 1889年 - 写真用レンズの製造を始めた。
- 1890年 - オプティッシェ・アンシュタルト・C.P.ゲルツ・ベルリン（Optische Anstalt C.P.Görz Berlin ）に改称した。
- 1892年 - エミール・フォン・フーフが就職、その特許「ドッペルアナスチグマート」を購入した。
- 1893年 - 「ドッペルアナスチグマートシリーズIII」を発売した。
- 1895年 - アメリカ支社をニューヨークに設立した。
- 1904年 - 「ドッペルアナスチグマート」の一部を「ダゴール」「セロール」「シントール」と改名した。
- 1905年 - アメリカ支社がC.P.ゲルツ・アメリカン・オプティカル（C.P.Goerz American Optical Co. ）として独立した。
- 1908年 - 子会社ゲルツ・フォトヘミシェ・ヴェルケ（Görz Photochemische Werke GmbH ）を設立し写真感材事業に進出した。
- 1914年 - ゼントリンガー・オプティシェン・グラスヴェルケ（Sendlinger Optischen Glaswerke GmbH ）を吸収合併した。
  - 5月 - 軍部との癒着がカール・リープクネヒトに暴露された。
- 1923年 - ハンガリーの軍需光学製品を製造していたフェルディナント・ズュース（Ferdinand Suss AG ）と提携した。
- 1925年 - 不況に伴う売り上げ不振により本社だけで200万マルクの損失を出し、独力での経営持続が困難となった。
  - 9月29日 - イカ、コンテッサ・ネッテル、カール・ツァイスとの間で利益共同体契約が締結された。
- 1926年5月8日 - ドイツ本社はイカ、コンテッサ・ネッテル、エルネマンと合併、10月1日に新会社ツァイス・イコンが設立され、アメリカ支社とオーストリア支社が残った。
- 1939年 - 映画用レンズキノ・ハイパー（Kino Hypar ）がパイヤールのボレックスに採用された。
- 1951年 - オーストリア支社がミニコードを発売した。
- 1972年 - アメリカ支社がシュナイダー・クロイツナッハに合併された。

## 製品一覧

### カメラ

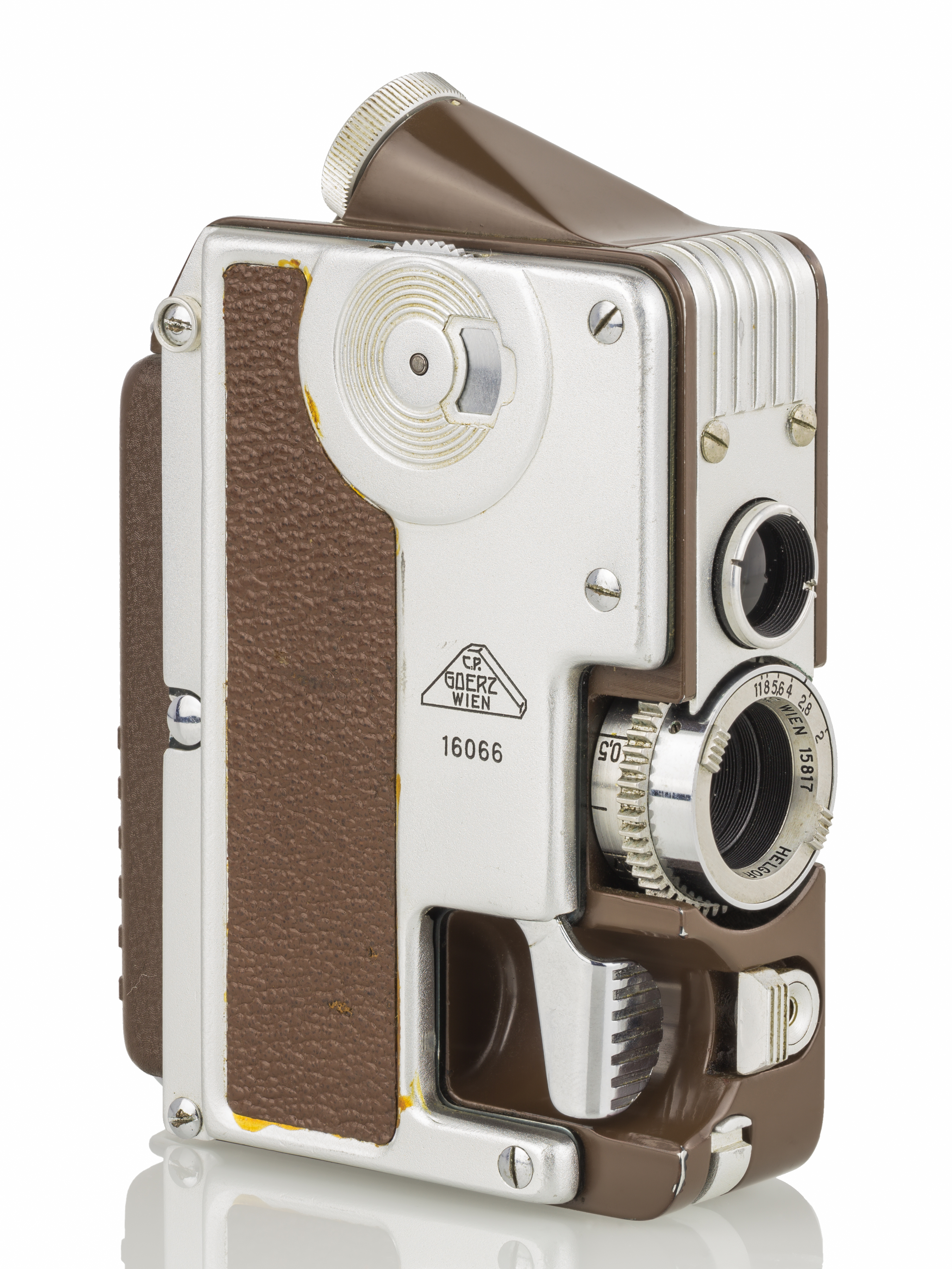
ミニコード

#### アンゴー
日本では新聞社に写真部ができた当初の大正年代から報道カメラとして使われ、日本最初の報道用を代表するフォールディングプレスカメラ。

#### テナックス
現行当時はイカのベベと並び称された名機であった。各種のカメラがある。

#### ボックステンゴール
- ボックステンゴール（Box-Tengor 、1928年発売） - ボックスカメラ。ツァイス・イコンでも引き続き製造された。

#### ミニコード
- ミニコード（Minicord 、1951年発売） - オーストリア支社が製造した二眼レフカメラ。16mmフィルムを専用ダブルマガジンで使用し10×10mm判。レンズはヒルゴール（Hilgor ）25mmF2。

### 写真用レンズ

#### セロール
セロール（Celor ）は4群4枚構成。エミール・フォン・フーフ設計。元々は「ゲルツドッペルアナスチグマートシリーズIb」であったが1904年よりセロール銘となる。

##### 大判用
- ドイツ生産
  - 0番 - 12cmF4.5。
  - 1番 - 15cmF4.5。
  - 2番 - 18cmF4.5。
  - 3番 - 21cmF5
  - 4番 - 24cmF5。
  - 5番 - 27cmF5。
  - 6番 - 30cmF5.5。
  - 7番 - 36cmF5.5。
  - 7a番 - 42cmF5.5。
  - 8番 - 48cmF5.5。

- アメリカ生産
  - 000番 - 2+3/8inF4.5。
  - 000a番 - 3inF4.5。
  - 00番 - 3+1/2F4.8。
  - 0番 - 4+3/4inF4.8。
  - 0a番 - 5inF4.8。
  - 1番 - 6inF4.8。
  - 2番 - 7inF4.8。
  - 3番 - 8+1/4inF5。
  - 4番 - 9+1/2inF5。
  - 7番 - 14inF5.5。
  - 7a番 - 16+1/2inF5.5。
  - 8番 - 19inF5.5。

#### ダゴール
ゲルツを代表する名レンズ。エミール・フォン・フーフ設計。2群6枚構成。

#### ドグマー
ドグマー（Dogmar ）。

##### 大判用
- アメリカ生産
  - 0番 - 5inF6.3。
  - 2番 - 7inF6.3。
  - 3番 - 8+1/4inF6.3。
  - 4番 - 9+1/2inF4.5。
  - 5番 - 10+3/4inF4.5。
  - 6番 - 12inF5.5。

#### ゲルツドッペルアナスチグマート
- ドイツ生産、シリーズIc。シリーズ1b（セロール）の手提げ暗箱用。
  - 0番 - 12cmF6.3。
  - 1番 - 15cmF6.3。
  - 2番 - 18cmF6.3。
  - 3番 - 21cmF6.3。
  - 4番 - 24cmF6.3。
  - 5番 - 27cmF6.3。

- ドイツ生産、シリーズIIa。後玉のみで使用するとF11。カール・ツァイスのプロター（シリーズVII）に対抗するためダゴール（シリーズIII）の後継として設計されたが、2群10枚で製造コストが高く間もなく製造中止となった。
  - 0番 - 12cmF5.5。
  - 1番 - 15cmF5.5。
  - 2番 - 18cmF5.5。
  - 3番 - 21cmF5.5。
  - 4番 - 24cmF5.5。

#### ハイペルゴン
ハイペルゴン（Hypergon ）は2群2枚の広角レンズ。エミール・フォン・フーフ設計。風車様のものがレンズ中心にあり、風車なしと風車あり（露光中は風車を回転させる）で多重露光を行い周辺光量の低下を補正する。レンズシャッターは使用できない。

##### 大判用
- 000番 - 2+3/8in
- 00番 - 3+1/2
- 1番 - 6in
- 2a番 - 7in

#### パンター
2群8枚。ドッペルアナスチグマートシリーズIIaの後継として設計された。

#### シントール
シントール（Syntor ）は4群4枚構成。元々は「ゲルツドッペルアナスチグマートシリーズId」であったが1904年よりシントール銘となる。

##### 大判用
- ドイツ生産
  - 0番 - 12cmF6.8。
  - 1番 - 15cmF6.8。
  - 2番 - 18cmF6.8。
  - 3番 - 21cmF6.8。

### 映画用レンズ

#### キノ・ハイパー
キノ・ハイパー（Kino-Hypar ）。

##### Cマウント
パイヤールのボレックスに供給された。
- キノ・ハイパー0.6inF2.7
- キノ・ハイパー1inF2.7
- キノ・ハイパー1+5/8inF2.7
- キノ・ハイパー1+5/8inF3
- キノ・ハイパー2inF2.7
- キノ・ハイパー2inF3
- キノ・ハイパー3inF2.7
- キノ・ハイパー3inF3
- キノ・ハイパー4inF2.7
- キノ・ハイパー4inF3